# Buldòzer

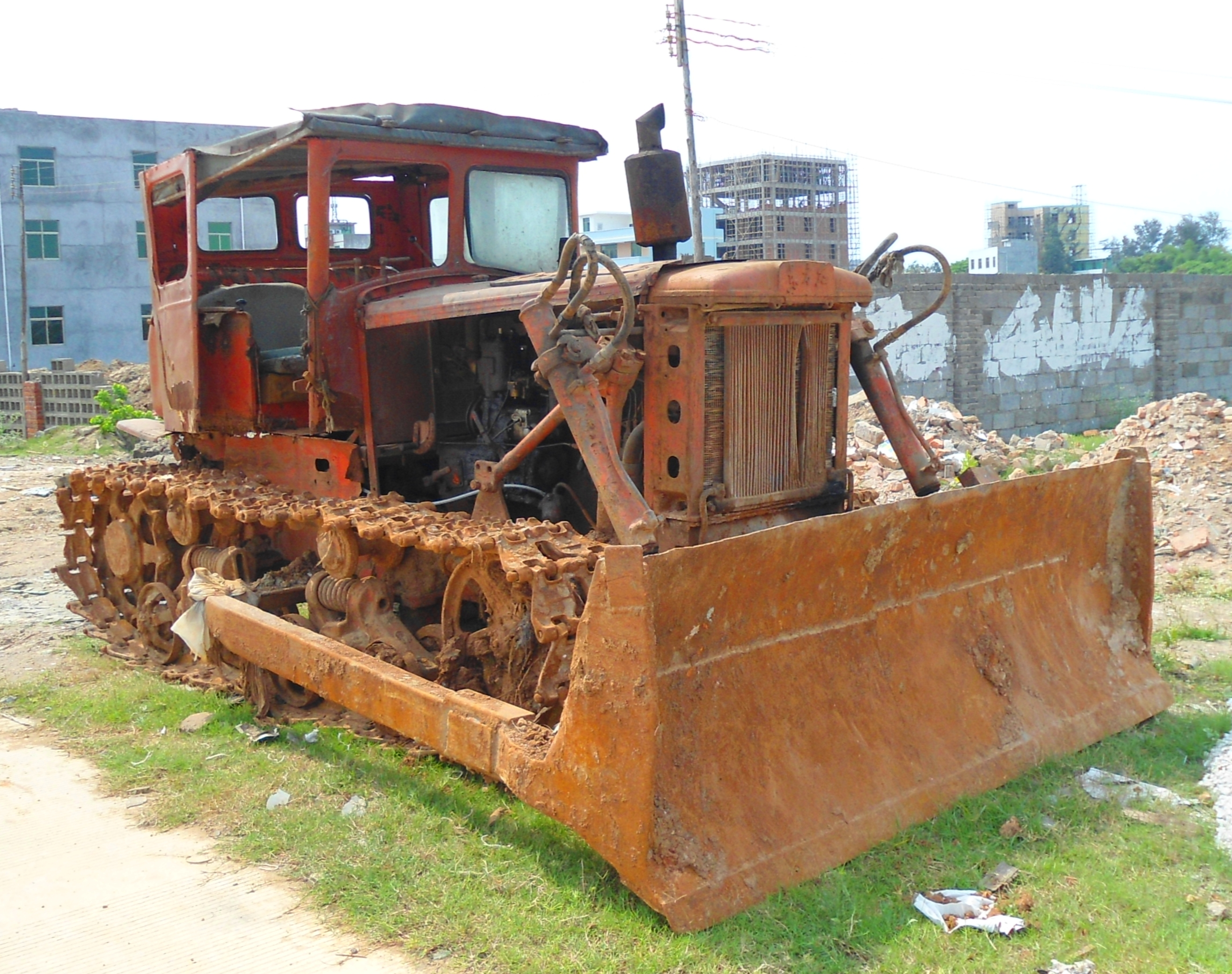

Un buldòzer o esplanadora (d'erugues) (de l'anglès bulldozer, "anivelladora") és un vehicle muntat sobre erugues i equipat amb una peça a la part davantera per a empènyer materials o residus. El fet de desplaçar-se sobre erugues és un avantatge, puix que implica una menor pressió sobre el terra que en el cas de rodes i, per tant, té una més gran capacitat per a desplaçar-se per terrenys amb obstacles. L'any 1929 es fabrica el primer buldòzer on el conductor estava assegut a la part superior sense protecció però a mesura que avançava la tecnologia, els diversos fabricants han millorat la màquina en tots els seus aspectes fins a arribar a moure volums de fins a 70 tones en l'actualitat.
Les principals parts d'un buldòzer són: la placa metàl·lica i el trencador.
- El trencador és un dispositiu situat a la part posterior de la màquina per a poder trencar pedres i estructures presents al terreny. Quasi sempre ésfet d'acer i tungstè. Aquesta acció permet que el posterior trasllat de materials sigui més econòmic.
- La placa metàl·lica és encarregada d'arrossegar el material.

El buldòzer és utilitzat a moltes tasques de construcció, mineria, construcció de camins i carreteres.
Si la superfície de la pala és oblíqua en relació amb l'eix del vehicle s'anomena esplanadora de biaix (angledozer), si la fulla o pala frontal pot variar la inclinació en girar entorn d’un eix horitzontal s'anomena esplanadora de punta (tiltdozer o tipdozer).

## Història

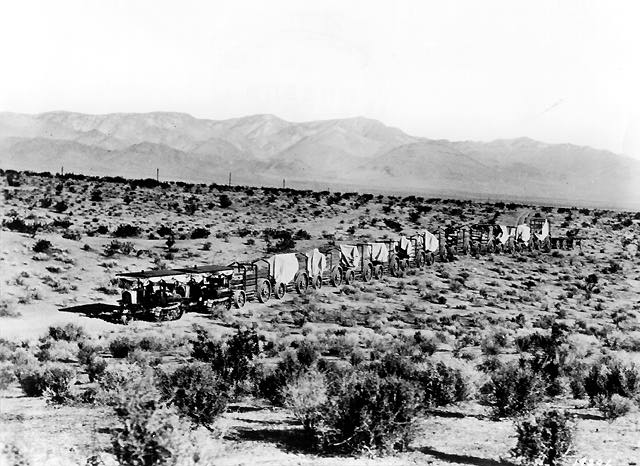
Dos tractors Holt 45 d'eruga contínua amb motor de gas fan equip per estirar una llarga caravana al desert de Mojave durant la construcció de l'aqüeducte de Los Angeles el 1909.

Els primers buldòzers van ser una adaptació dels tractors agrícoles de Holt Manufacturing Company que s'utilitzaven per llaurar els camps. La seva aparició exacta en el temps és una mica fosca, però el 1713, el francès M. D’Hermand va proposar un tractor d'aquest tipus traccionat per cabres. Va caldre esperar a 1770 perquè Richard Lovell Edgeworth patentés el sistema però propulsat a vapor.
Altres invents posteriors que van millorar el sistema va ser el desenvolupat el 1826 per George Calley, unes erugues que va denominar “sistema de tracció contínua”. Un altre invent, l'anomenat “carruatge amb erugues movibles”, va ser obra de Dmitri Zagryazhski, però no va passar de ser un dibuix sobre un paper. Una altra patent va ser la de James Boydell, que va registrar “una roda de via fèrria sense fi”.
A la Guerra de Crimea (1853-1856) ja es van fer servir els primers tractors d'aquest tipus propulsats a vapor. En 1877, Fiódor Blinov va crear un vehicle al qual va denominar “carro mogut sobre raïls sense fi”. Tot i que era un vehicle arrossegat per cavalls, l'any següent va patentar el mateix vehicle autopropulsat a vapor. Anys més tard, entre 1881 i 1888 va desenvolupar aquest vehicle. Una altra patent és la de Bramah Joseph Diplock, que va inventar el 1903 un sistema curiós de tracció sobre martells pedrail wheel, capaç fins i tot de pujar escales. No obstant això, cal endinsar-se al segle xx perquè Alvin Orlando Lombard introduís, el 1901, les erugues en vehicles per millorar la tracció sobre la neu. Era una mena d'arrossegador de troncs accionats a vapor, amb aspecte de locomotora. Posteriorment, aquestes màquines van acabar accionant-se mitjançant motors de combustió interna. Tot i que aquesta temptativa es va allunyar del resultat final que coneixem avui dia.
La versatilitat dels tractors en terrenys tous per a la tala d'arbres i la construcció de carreteres va contribuir al desenvolupament del tanc blindat a la Primera Guerra Mundial. Cap al 1920 va ser quan ja es munten les primeres fulles sobre tractors de cadenes. El 1925, any en què es va fundar l'empresa Caterpillar, es fabrica el primer full d'empenta de comandament hidràulic, sense bons resultats, per la qual cosa va seguir utilitzant un sistema de cabrestant, cables, etcètera. És l'any 1929 quan es va començar a fabricar el primer model de buldòzer, on el conductor anava assegut a la part de dalt sense una cabina tancada que el protegís. Avui tots els models moderns ja inclouen una cabina de seguretat del conductor.
El 1923, l'agricultor James Cummings i el dibuixant J. Earl McLeod van realitzar els primers dissenys del buldòzer. Una rèplica està exposada al parc de la ciutat de Morrowville, Kansas, on tots dos van construir el primer buldòzer. El 18 de desembre de 1923, Cummings i McLeod van registrar la patent nord-americana núm. 1.522.378 que posteriorment es va emetre el 6 de gener de 1925, per a un "accessori per a tractors".
A la dècada de 1920, els vehicles d'eruga es van fer comuns, en particular el Caterpillar 60. Els vehicles amb rodes de goma van començar a utilitzar-se en la dècada de 1940. Per cavar canals, aixecar preses de terra i fer altres treballs de moviment de terres, aquests tractors estaven equipats amb una gran placa metàl·lica gruixuda a la part davantera. (La fulla va adquirir la seva forma corba més tard). En alguns dels primers models, el conductor s'asseia a la part superior a l'aire lliure, sense cabina. Els tres tipus principals de fulles de buldòzer són una fulla en U per empènyer i transportar terra a distàncies relativament llargues, una fulla recta per "enderrocar" i escampar munts de terra, i un rasclet per eliminar la mala herba i les arrels. Aquests implements (construïts a casa o per petits fabricants d'implements per a tractors de rodes i erugues i camions) van aparèixer el 1929.
L'acceptació generalitzada de la bull-grader no sembla aparèixer abans de mitjans de la dècada de 1930. L'addició de la força de descens proporcionada pels cilindres hidràulics en lloc de només el pes de la fulla les va convertir en la màquina d'excavació preferida pels contractistes grans i petits per igual a la dècada de 1940, moment en què el terme "buldòzer" es referia a tota la màquina i no només a l'accessori.
Amb el pas dels anys, els buldòzers es van fer més grans i més potents en resposta a la demanda d'equips adequats per als moviments de terra (enginyeria) més grans. Empreses com Caterpillar, Komatsu, Clark Equipment Co, Case, Euclid, Allis Chalmers, Liebherr, LiuGong, Terex, Fiat-Allis, John Deere, Massey Ferguson, BEML, XGMA, i International Harvester fabricaven grans màquines de moviment de terres de tipus eruga. R.G. LeTourneau i Caterpillar fabricaven grans buldòzers amb rodes de goma.
Els buldòzers es van fer més sofisticats amb el pas del temps. Les millores inclouen transmissions anàlogues (als automòbils) a una transmissió automàtica en lloc d'una transmissió manual, com els primers Euclid C-6 i TC-12 o el model C Tournadozer, el moviment de les fulles controlat per cilindres hidràulics o motors elèctrics en lloc del cabrestant/fre dels primers models, i el control automàtic del pendent. Els cilindres hidràulics permetien l'aplicació de força descendent, una manipulació més precisa de la fulla i controls automatitzats.
Al nevat hivern de 1946-47 al Regne Unit, un buldòzer que remolcava un gran trineu amb les provisions necessàries va abastir almenys un poble aïllat que s'estava quedant sense aliments.
Una innovació més recent és l'equipament de les excavadores amb tecnologia GPS, com la fabricada per Topcon Positioning Systems, Inc., Trimble Inc, o Leica Geosystems, per al control precís del pendent i la construcció (potencialment) “sense estaques”. Com a resposta a les nombroses i sovint variades afirmacions sobre aquests sistemes, l'informe Kellogg va publicar el 2010 una comparació detallada dels sistemes de tots els fabricants, en què s'avaluaven més de 200 característiques només dels buldòzers.
El fabricant més conegut de buldòzers és Caterpillar. Komatsu Limited, Liebherr, Case i John Deere són competidors actuals. Encara que aquestes màquines van començar com a tractors agrícoles modificats, es van convertir en el pilar dels grans projectes de construcció civil i van arribar a ser utilitzats per les unitats de construcció militars de tot el món. El model més conegut, el Caterpillar D9, també es va fer servir per a la neteja de mines terrestres i la demolició d'estructures enemigues.

## Descripció
Normalment, els buldòzers són grans i potents equips pesats amb erugues. Les erugues els proporcionen una excel·lent tracció i mobilitat per terrenys molt accidentats. Les erugues amples també ajuden a distribuir el pes del vehicle sobre una gran superfície (disminuint la pressió sobre el sòl), evitant així que s'enfonsi en terrenys de sorra o fang. Les erugues extra amples es coneixen com a erugues de pantà o de baixa pressió sobre el terra. Els buldòzers tenen sistemes de transmissió dissenyats per aprofitar el sistema d'erugues i proporcionar una tracció excel·lent.
Aquestes característiques permeten que els buldòzers destaquin en la construcció de carreteres, construcció, mineria, silvicultura, neteja de terrenys, desenvolupament d'infraestructures i qualsevol altre projecte que requereixi un equip de moviment de terres altament mòbil, potent i estable.
Una variant és el buldòzer amb rodes de tracció total, que generalment té quatre grans rodes de goma, direcció articulada hidràulica, i una fulla d'accionament hidràulic muntada davant de la junta d'articulació.
Les eines principals del buldòzer són la fulla i l'arrencador:

### Fulla

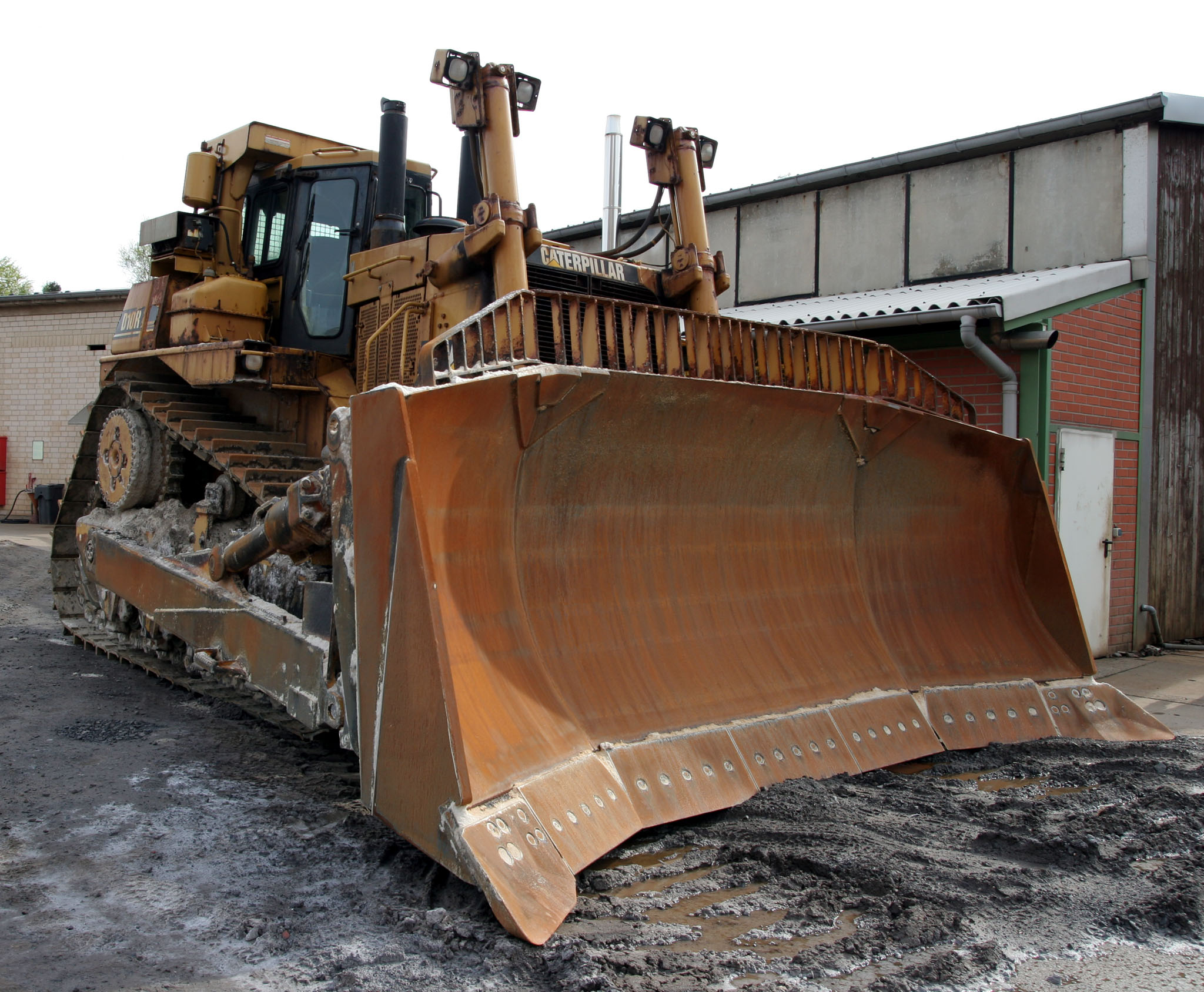
Fulla de buldòzer

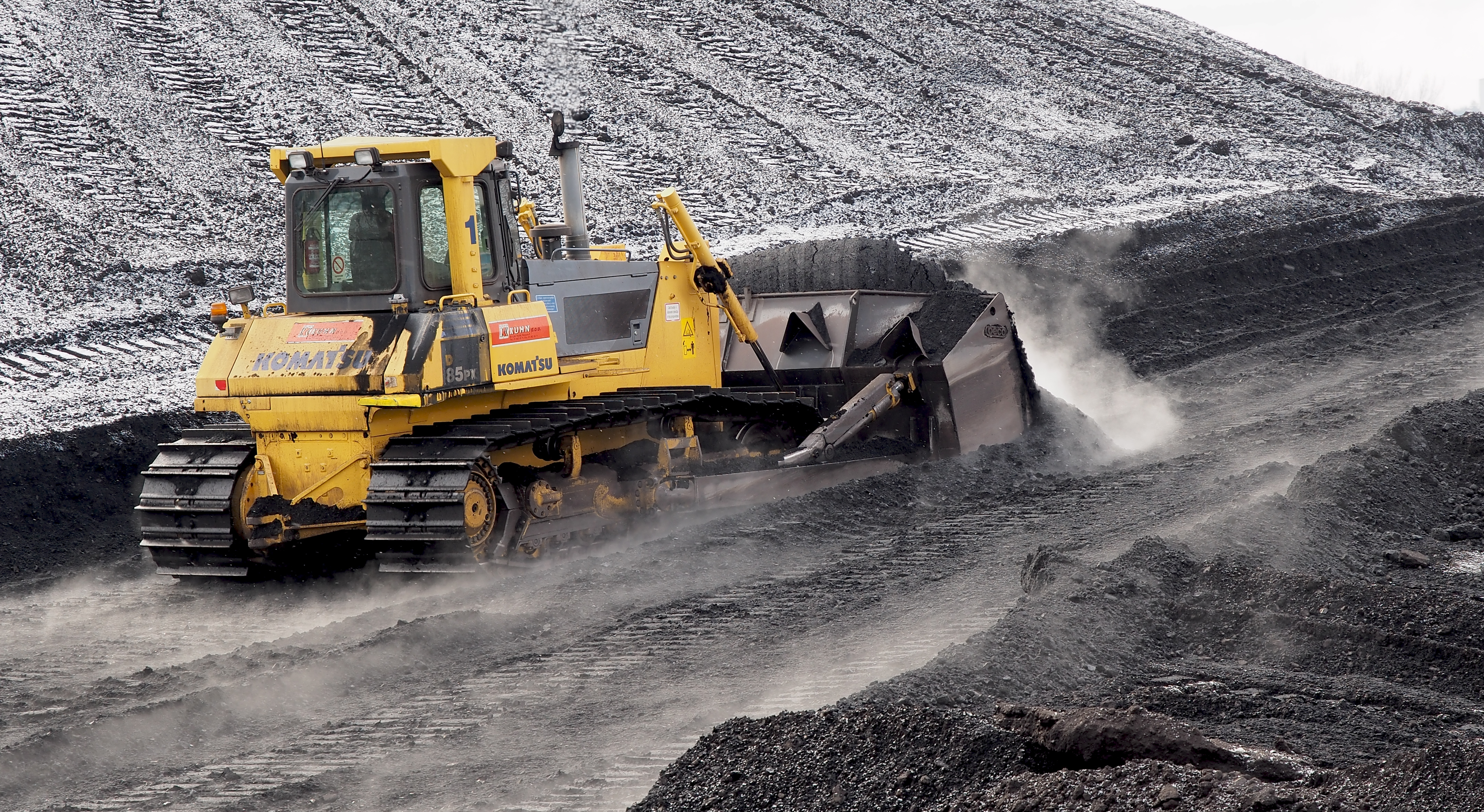
Buldòzer Komatsu empenyent fins a 7 m^{3} amb una fulla semi-U inclinable.

Hi ha 3 tipus diferents de fulles de buldòzer:
- Plana ("ganiveta S"), talla sense corba lateral corba ni aletes als costats. Es pot fer servir per a treballs de repàs.
- Universal ("ganiveta U"), alta i molt corbada, amb grans aletes laterals per maximitzar la càrrega.
- Combinada ("S-U", o semi-U), més curta, amb menor curvatura i aletes laterals més petites. En general sutilitza per empènyer grans roques, com en una pedrera.

Les fulles es poden ubicar en forma perpendicular al xassís o en angle. Totes poden tenir cilindres hidràulics, can be tilted to vary the angle up to one side.
De vegades, un buldòzer s'utilitza per empènyer o estirar una altra peça d'equip de moviment de terres coneguda com "rascador" per augmentar la productivitat. El rascador Fresno remolcat, inventat el 1883 per James Porteous, va ser el primer disseny que va permetre fer això de forma econòmica, retirant la terra d'una zona que s'estava tallant i dipositant-la on es necessitava com a farcit. Les fulles topadores amb una secció central reforçada per empènyer es coneixen com a "fulles de toro".
Les ganivetes topadores s'afegeixen als vehicles d'enginyeria de combat ia altres equips militars, com els tractors d'artilleria com el Hitachi Tipus 73 o 73 o el Tractor M8, per aclarir els obstacles del camp de batalla i preparar les posicions de tir. Les pales topadores poden muntar-se en els carros de combat principals per aclarir obstacles antitanc o mines, i cavar refugis improvisats.

### Dents arrencadores

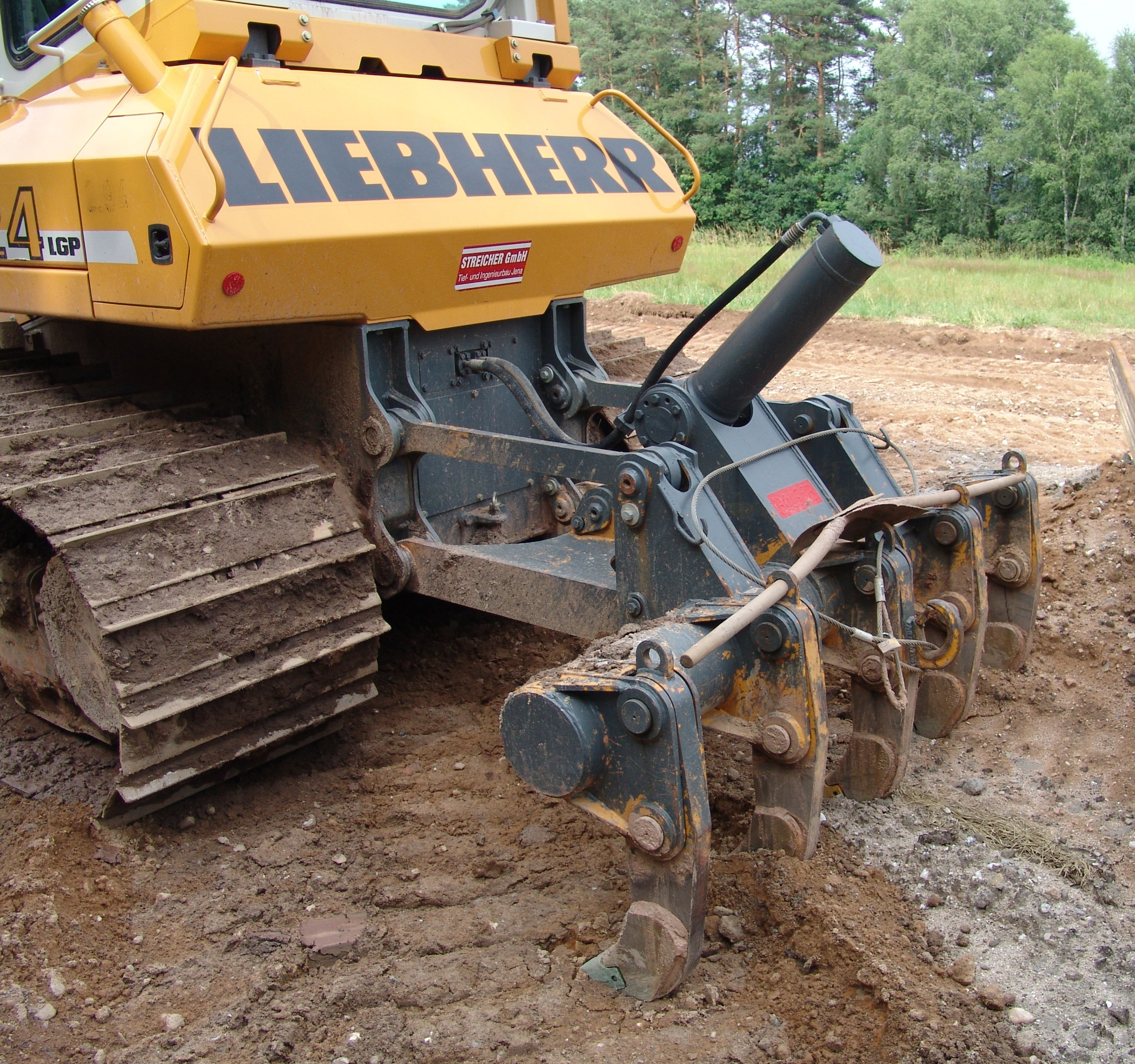
Sistema de múltiples dents arrencadores.

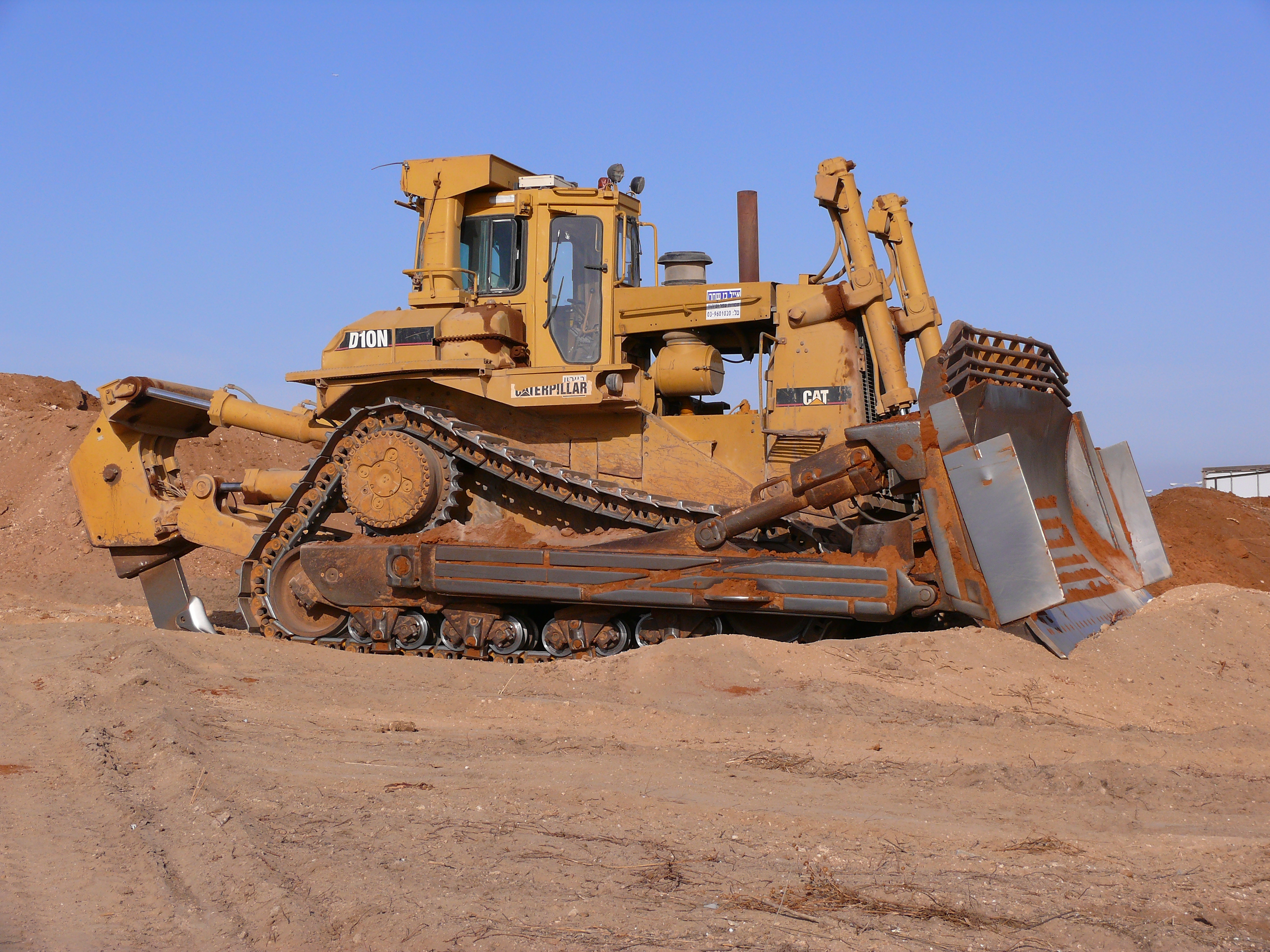
Un buldòzer Caterpillar D10N equipat amb dents arrencadores.

Un sistema de "dents arrencadores" o "escarificador" consisteix en un plançó llarg, en forma de grapa, que es pot muntar individualment o en múltiples a la part posterior d'un buldòzer per afluixar materials durs i impactats. Normalment es prefereix un sol fill per a l'esquinçament pesat. L'arrencador està equipat amb un tungstè reemplaçable en aliatge d'acer, anomenada bota.
L'arrencador no només pot afluixar la terra (com el podzol hardpan) en aplicacions agrícoles i de construcció, sinó que també pot trencar la roca o el paviment en petites runes fàcils de manejar.
Una variant de l'arrencador/esquinçador és el destoconador un únic bec que sobresurt horitzontalment i que s'utilitza per partir un tocó d'arbre.

## Variants

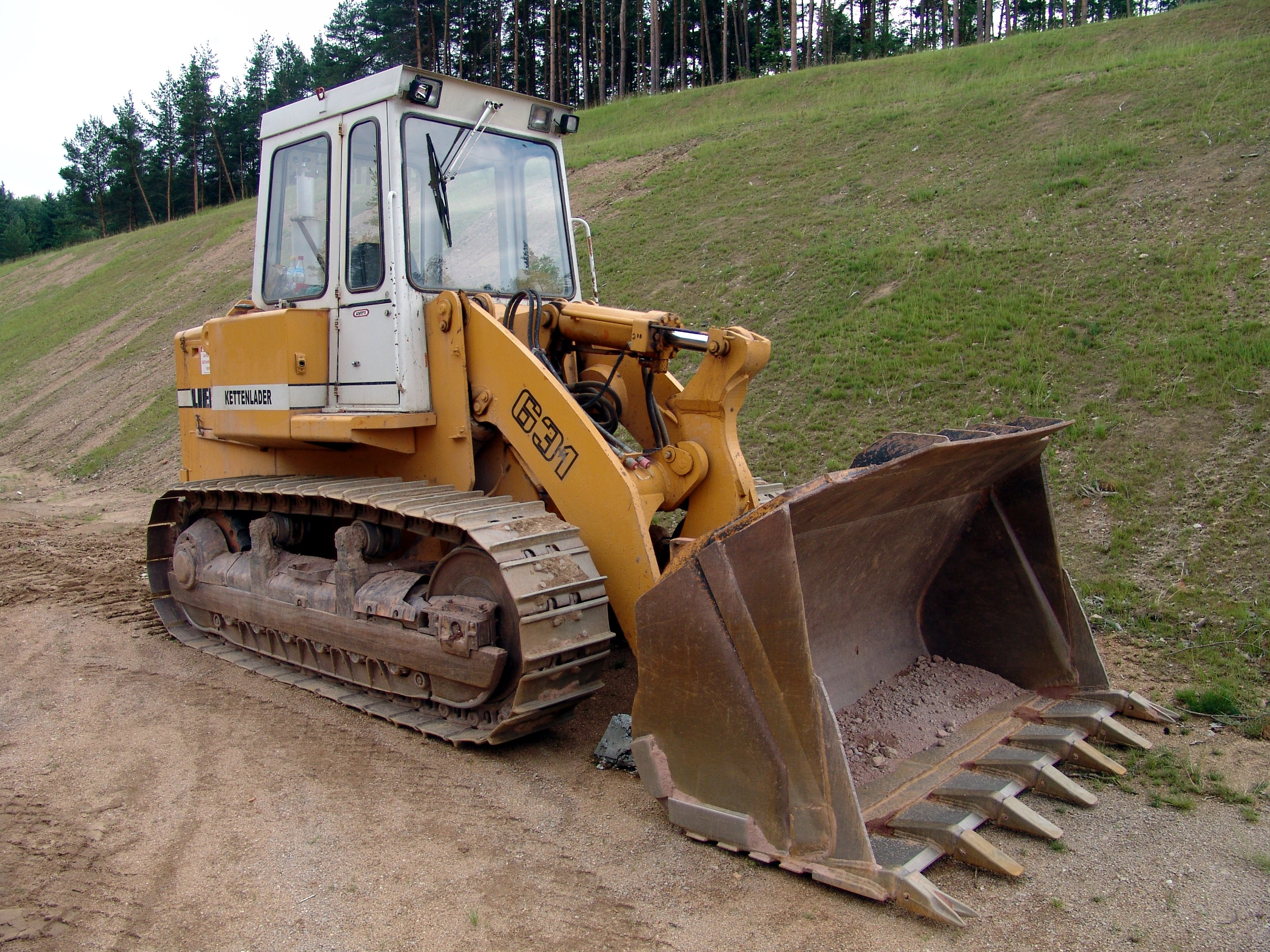
Un carregador sobre erugues està dissenyat per transportar en lloc d'empènyer el material de tipus irregular

### Excavadores blindades

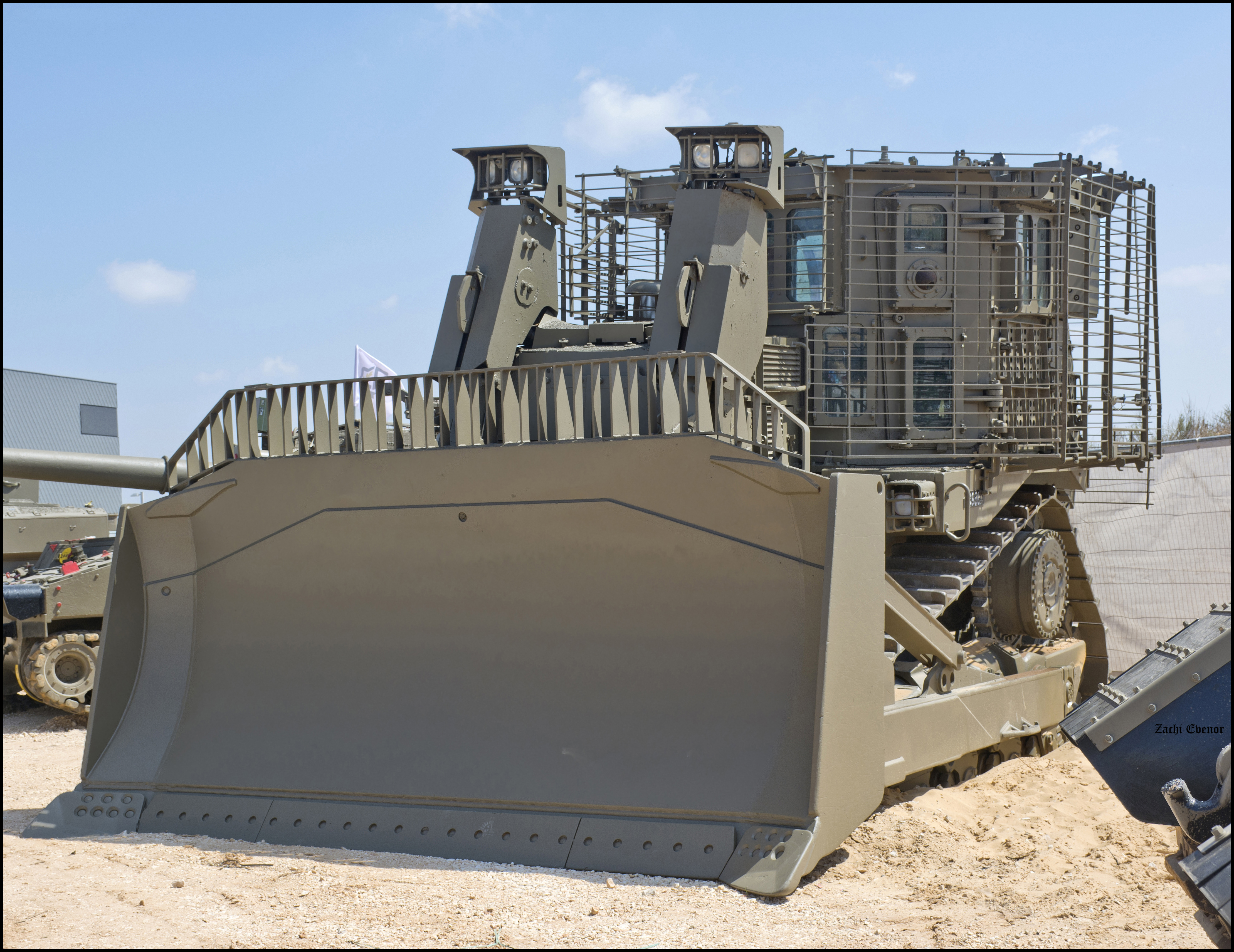
Una excavadora blindada IDF Caterpillar D9 utilitzada per les Forces de Defensa d'Israel

Les excavadores emprades per a tasques d'enginyeria de combat sovint estan equipades amb armadura per protegir el conductor d'armes de foc i enderrocs, la qual cosa permet que les excavadores operin en zones de combat. L'ús més àmpliament documentat és el Caterpillar D9 militaritzat de les Forces de Defensa d'Israel (FDI), per a moviment de terres, neteja d'obstacles del terreny, obertura de rutes i detonació de càrregues explosives. Les FDI van utilitzar excavadores blindades àmpliament durant la Operació Arc de Sant Martí on es van utilitzar per desarrelar túnels de contraban de la Franja de Gaza i destruir barris residencials, pous i canonades d'aigua i terres agrícoles per expandir la zona coixí militar al llarg de la Ruta de Filadèlfia. Això va generar crítiques contra l'ús i els proveïdors d'excavadores blindades d'organitzacions de drets humans com la coalició EWASH i Human Rights Watch, l'últim dels quals va instar Caterpillar Inc. a cessar la venda d'excavadores a les FDI. Les autoritats israelianes van considerar necessari l'ús d'excavadores per desmantellar els túnels de contraban, destruir les cases utilitzades pels palestins armats i ampliar la zona coixí.
Les doctrines d'enginyeria d'algunes forces diferencien entre un buldòzer blindat de baixa mobilitat (LMAD) i un buldòzer blindat d'alta mobilitat (HMAD). El LMAD depèn d'una plataforma per traslladar-lo al seu lloc de treball, mentre que l'HMAD té un motor més robust i un sistema de transmissió dissenyat per oferir mobilitat a la carretera amb un abast i una velocitat moderats. Els HMAD, però, normalment no tenen les característiques completes de mobilitat a camp travessa d'un tanc equipat amb un full topador o un vehicle blindat de transport de personal.
Algunes excavadores han estat blindades per operadors civils per evitar que els transeünts o la policia interfereixin amb la feina feta per l'excavadora, com en el cas de vagues o demolició d'edificis. Això també ho han fet civils amb una disputa amb les autoritats, com Marvin Heemeyer, qui va equipar la seva excavadora Komatsu D355A amb una armadura composta casolana per després demolir edificis governamentals.

### Bulldòzers a control remot
En els darrers anys, les innovacions en la tecnologia de la construcció han fet realitat les excavadores a control remot. Ara, la maquinària pesant es pot controlar des duna distància de fins a 1000 peus. Això contribueix a la seguretat dels treballadors al lloc de treball, mantenint-los a una distància segura de treballs potencialment perillosos.
L'avenç i la capacitat de controlar la maquinària pesant des de lluny proporciona als treballadors el control suficient sobre les excavadores per fer la feina. Encara que aquestes màquines encara es troben a les primeres etapes, moltes empreses de construcció les estan utilitzant amb èxit.